# قرنفل كثير الأزهار
قرنفل كثير الأزهار (الاسم العلمي:Dianthus floribundus) هو نوع من النباتات يتبع جنس القرنفل من الفصيلة القرنفلية.